# Platycheirus coracinus
Platycheirus coracinus är en tvåvingeart som beskrevs av John Richard Vockeroth 1990. Platycheirus coracinus ingår i släktet fotblomflugor, och familjen blomflugor.
Artens utbredningsområde är Yukon. Inga underarter finns listade i Catalogue of Life.